# Wichís

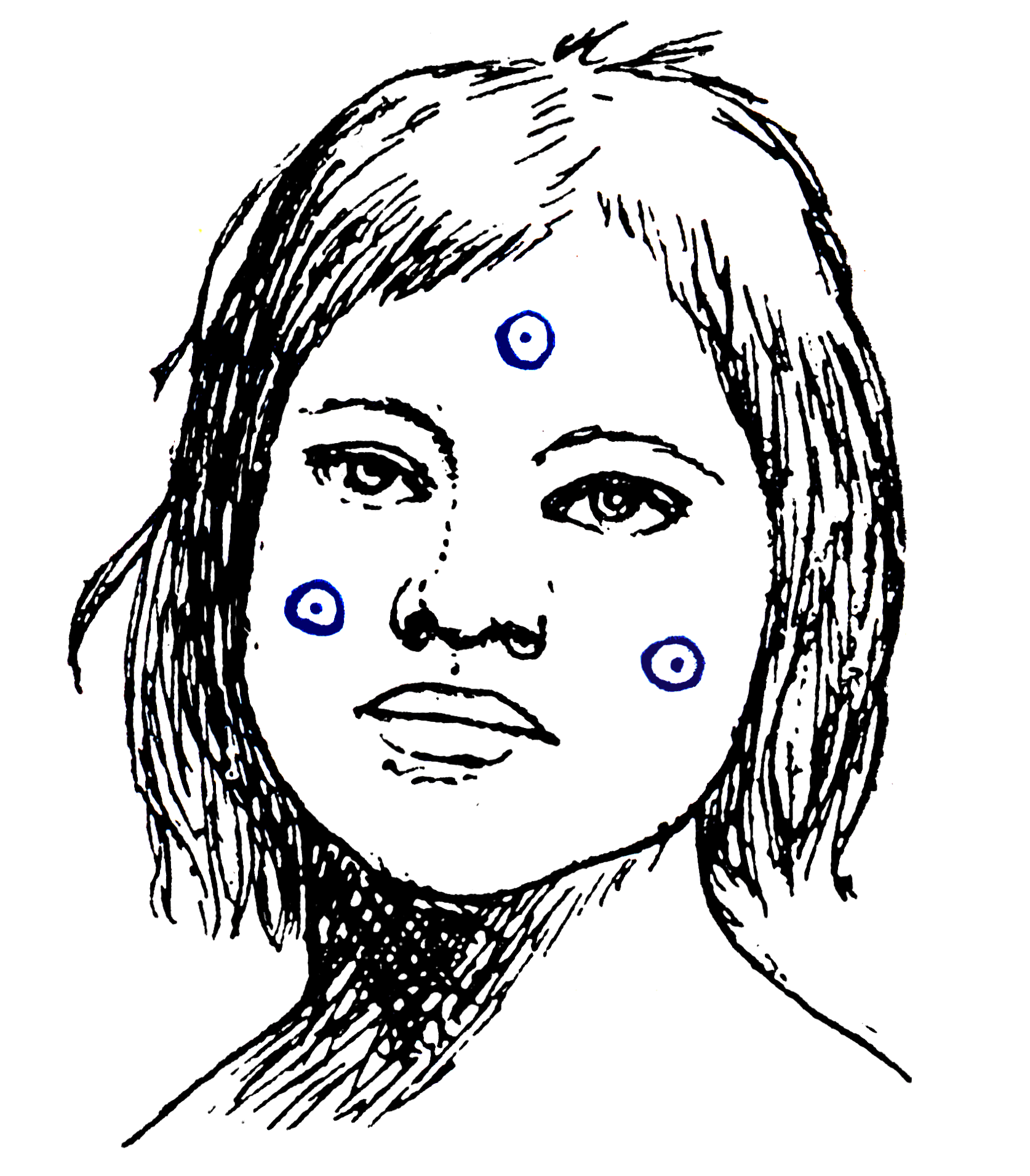
Dibujo vejoz de Argentina.

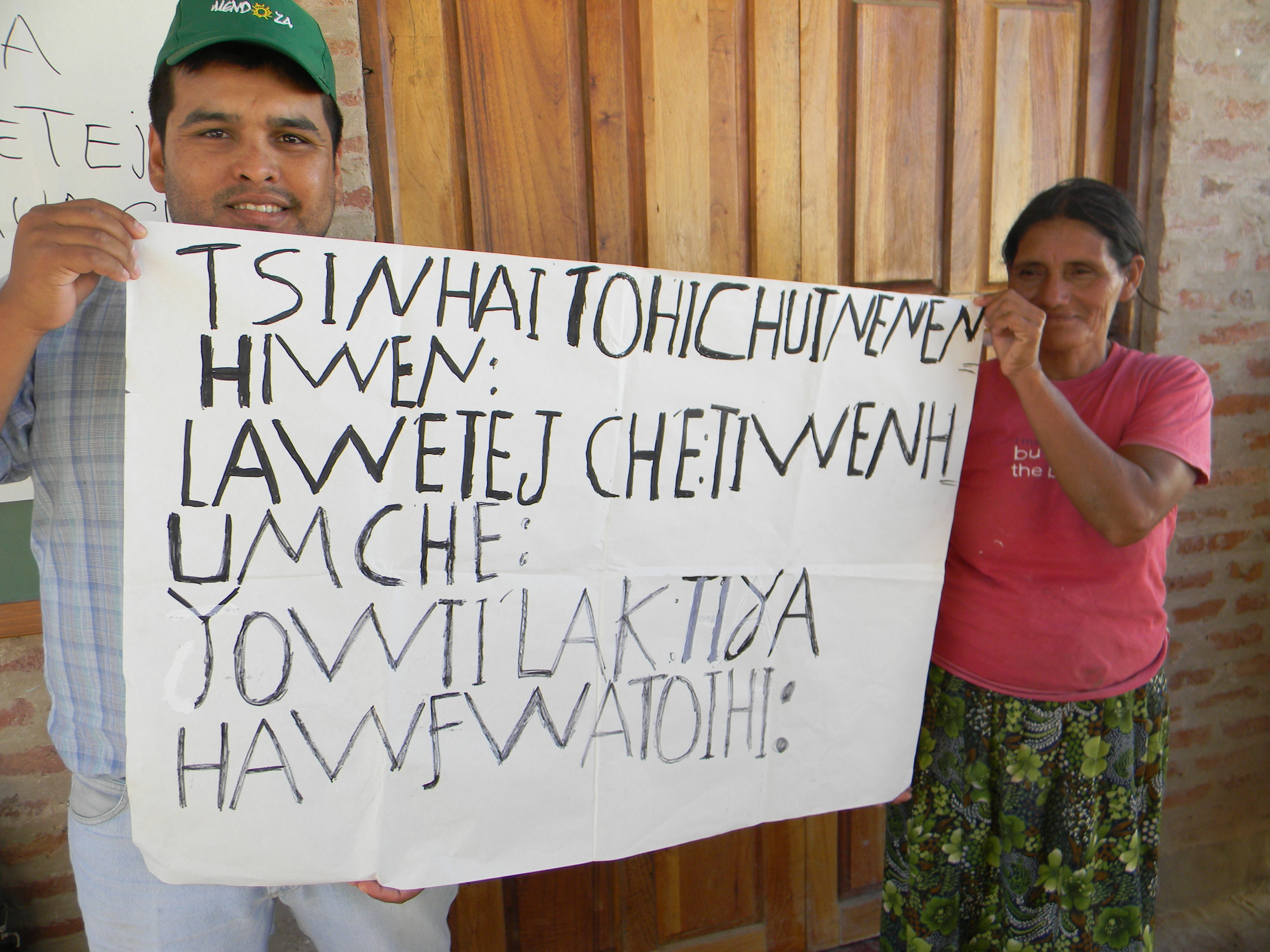
Cartel en idioma wichí en Coronel Juan Solá, provincia de Salta, Argentina.

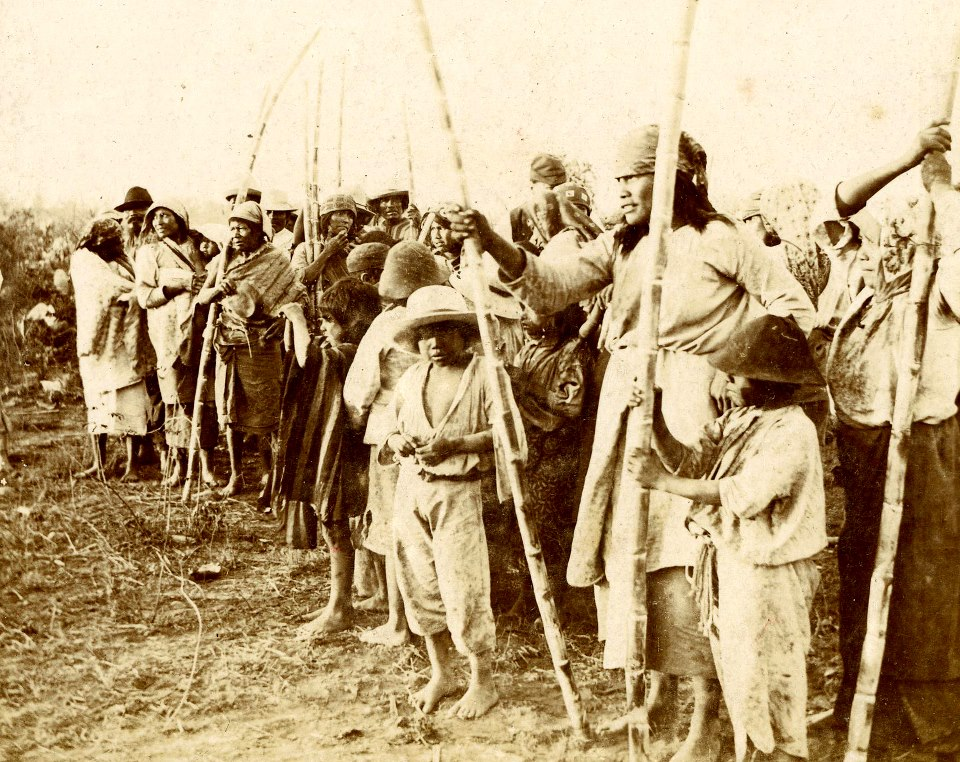
Grupo de wichís hacia 1890.

Los wichís o wichis, aún a día de hoy llamados matacos de forma despectiva, son una etnia indígena del Chaco Central y del Chaco Austral en América del Sur. Viven principalmente en Argentina y en menor cantidad en Bolivia, las poblaciones que habitaban en Paraguay se asentaron en Argentina durante la guerra del Chaco.

## Denominaciones
Desde el siglo XIX y hasta finales del siglo XX, el nombre de este pueblo, en especial las parcialidades que habitaban en Argentina, era mataco. El origen del etnónimo no es claro, pero aparentemente provendría del idioma quechua y estaría vinculado con el de mataguas que figura en algunos documentos del siglo XVII para denominar a los presuntos ancestros de este pueblo. El vocablo se considera peyorativo (quizás desde el origen), por lo cual, a partir de la década de 1990, se difundió el uso de wichí que significa gente o pueblo en su propia lengua y ha desplazado casi por completo a mataco. El término wichí designa tanto al idioma como a la etnia. La forma de acentuación grave wichi es frecuente en la provincia de Salta.
Los wichís de Bolivia son denominados 'weenhayek (en plural 'weenhayey, que significa 'diferentes'), w’enhayek o noctenes y se diferencian del resto por su variedad dialectal, incluyendo al grupo que ha emigrado al área de la ciudad de Tartagal en Argentina. Desde 2001 muchos de ellos se consideran una etnia diferente de la wichí. 
Hasta antes de la guerra del Chaco, también había wichís en la margen paraguaya del río Pilcomayo, conocidos como güisnais, güisnayes (y otras variantes). Emigraron hacia Argentina confundiéndose con los weenhayek. El censo paraguayo de 1981 fue el último en registrarlos (solo 5).
En 2013 el Instituto Nacional de Asuntos Indígenas de Argentina comenzó a reconocer personería jurídica al pueblo iogys (yohjwis o yofwis) como separado del conjunto wichí. Este pueblo vive en la región que denominan Zlaqatahyi o nuestra selva, correspondiente a 12 comunidades ubicadas al oeste del río Itiyuro, y previamente se los refería como parte de los wichís del Itiyuro. Aunque sus líderes refieren que hablan un idioma distinto, se trata de una variante más del idioma wichí.

## Distribución geográfica
Hacia el siglo XVI los wichís habitaban las zonas occidentales del Chaco Central Austral, que integran la región del Gran Chaco, principalmente la margen izquierda del río Bermejo entre los 21° S y los 22° 55' S. Tiempo después, presionados por la invasión de los ava guaraníes y su propio crecimiento demográfico se desplazaron hacia el norte del río Bermejo y hacia el sureste de la región chaqueña.
Su antigua proximidad con el límite de las etnias ándidas les aportó rasgos culturales característicos, como la monogamia, la posesión de territorios por parte de familias (grupos restringidos de parentesco) y una incipiente agricultura con acumulación de excedentes que favoreció un relativo sedentarismo.
Actualmente los wichís habitan principalmente en la provincia Gran Chaco del este del departamento de Tarija en Bolivia y Argentina en la provincia del Chaco en el departamento General Güemes; en la provincia de Formosa en los departamentos de Bermejo, Matacos, Patiño y Ramón Lista; en la provincia de Salta en los departamentos General José de San Martín, Rivadavia, Orán, Anta y Metán; en la provincia de Jujuy pequeños grupos se hallan entre los ava guaraníes en los departamentos Santa Bárbara, San Pedro y Ledesma.
La Encuesta Complementaria de Pueblos Indígenas (ECPI) 2004-2005, complementaria del Censo Nacional de Población, Hogares y Viviendas 2001 de Argentina, dio como resultado que se reconocieron y/o descienden en primera generación del pueblo wichí 40 036 personas en Argentina, de las cuales 36 149 vivían en las provincias de Chaco, Salta y Formosa, y 3887 en el resto del país.
El Censo Nacional de Población de 2010 en Argentina reveló la existencia de 50 419 wichís en todo el país, de los cuales 19 819 vivían en la provincia de Salta, 14 472 en la de Formosa, 5586 en los 24 partidos del Gran Buenos Aires, 4629 en la provincia del Chaco y 172 en la de La Rioja.
Desde un criterio ecológico los wichís sueles subdividirse entre los montaraces (tahileley o tanhyi-lheleyo) y los ribereños (tewokleléy o tewokw-lheley). En épocas más recientes los montaraces son identificados con aquellos que resisten a la colonización occidental. Desde un criterio topológico se diferencian entre arribeños (phom-lheley) y abajeños (chom-lheley) según su posición respecto de los ríos Bermejo y Pilcomayo.

## Idioma
La wichí es la lengua indígena de mayor vitalidad en Argentina y es llamada wichí lhamtés por sus hablantes. De acuerdo con Samuel Alejandro Lafone Quevedo (1896) y José Pedro Viegas Barros el idioma wichí formaría parte de un conjunto de lenguas chaquenses denominado mataco-guaicurú, dentro del cual conformaría la familia mataco-mataguaya o mataco-maká junto a los idiomas de los chorotes, makás y chulupíes. Los idiomas wichí y chorote comparten un 50% de su vocabulario básico, mientras que el wichí con el chulupí o nivaclé comparte un 33% y un 20% con el maká.
El primer alfabeto wichí -en caracteres latinos- fue creado por el misionero anglicano Richard Hunt, posteriormente fue desarrollado otro por misioneros suecos, que es de uso entre los weenhayek. El idioma wichí no ha sido estudiado extensamente y los investigadores no se ponen de acuerdo en cuanto al número de dialectos. Por lo general se distinguen dos dialectos principales según la ubicación geográfica: el del Pilcomayo y el del Bermejo. Dentro de cada uno de ellos se distinguen dos variedades: los phomlheley (arribeños) y los chomlheley (abajeños), configurando los cuatro dialectos que generalmente se atribuyen al idioma wichí.
Antonio Tovar en 1984 mencionó la existencias de tres variedades dialectales principales:
- Wichí lhamtés vejoz, llamado también mataco vejoz, vejós o arribeño del Bermejo, hablado en la zona entre Tartagal y el río Bermejo en Salta y áreas vecinas de Chaco y Formosa. Son en general montaraces.
- Wichí lhamtés güisnay, llamado también wiznay o abajeño del Pilcomayo, hablado en la ribera sur del río Pilcomayo en las provincias de Salta y Formosa. Son en general ribereños.
- Wichí lhamtés nocten, llamado también oktenai o arribeño del Pilcomayo, corresponde a la parcialidad weenhayek y es hablado en la región boliviana de Yacuiba, Villa Montes y Crevaux, y en la zona de Tartagal en Salta.

El dialecto del Teuco o abajeño del Bermejo fue señalado por Ana Gerzenstein en 1991 para el área a la vera del río Bermejo o Teuco.

## Sociedad

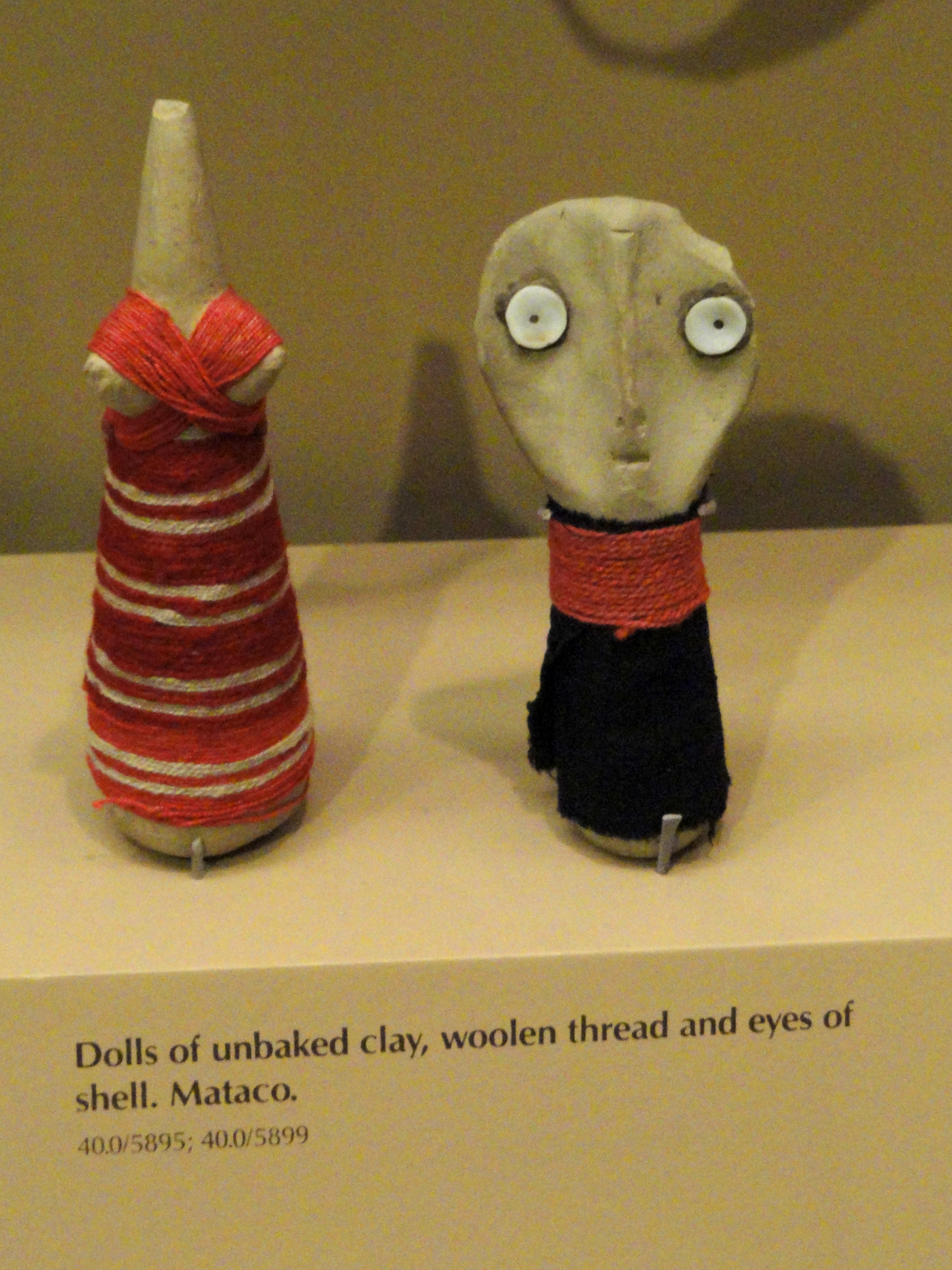
Exhibición de objetos wichís en la South American collection del American Museum of Natural History de Manhattan.

Los wichis eran  un pueblo nómada, y su medio de vida ha sido la pesca, la caza y la recolección. Los ciclos de la naturaleza les servían de brújula, y la tierra y sus frutos, de riqueza.
Ya en el siglo XVI los wichís adoptaron un sedentarismo casi completo, poseyendo paraderos y asentamientos en las orillas de los ríos. Formaron comunidades relacionadas por parentesco; cada una de éstas estaba administrada por un jefe anciano y un consejo comunitario de varones que gobernaba cada aldea (huef o huet). Varias comunidades o grupos parentales formaban parcialidades. Sus viviendas eran chozas (huep) construidas con ramas, teniendo forma de cúpula de 2 a 3 m de diámetro en cada una de las cuales convivían los integrantes de una familia. La familia era generalmente monógama aunque los caciques solían tener más de una mujer. Las familias se agrupaban en bandas u hordas de caza que aceptaban la autoridad de un cacique. Estas bandas, también llamadas tribus, variaban en cantidad de individuos y se desplazaban en busca de lugares con buena caza, pesca y frutos vegetales. Se instalaban por lo general en lugares altos y cerca de los ríos y lagunas.

## Alimentación
El sustento principal de los wichis es la caza, la pesca y la recolección. Es así que mientras las mujeres se dedicaban al cultivo de pequeños zapallos, todos en cuanto les fuera posible se dedicaban a la recolección estacional de bananas de palmera (pindó, yatay y caranday), algaroba, porotos cimarrones, tuna, tasi y miel. 
Los ciclos de obtención de recursos alimentarios significaron que organizaran su calendario de un modo circular: el inicio de año se celebraba ritualmente en el tiempo que corresponde al mes de agosto, desde ese inicio de año sucedía la estación llamada nawab ("luna de las flores"), luego le seguía desde noviembre la yachup ("luna de las algarrobas"), tras ésta a fines del verano austral venía la estación lup ("luna de las cosechas"), siguiéndole la fwi yeti(up) ("luna de las heladas").
Sus utensilios y artefactos eran principalmente de madera (por ejemplo los "palos de labranza" que mantenían alguna semejanza con las llakta de los pueblos cándidos), aunque realizaban obras de cestería, cerámica, piedra pulida y textiles como las yika o bolsas de caraguatá o chaguar muy usado para confeccionar sus elegantes morrales y bolsos llamados yika.

## Historia
Muchos antropólogos atribuyen a los wichís origen patagónico o pámpido aunque con indudables influjos y aportes amazónidos y ándidos lo cual se ve reflejado en sus tallas: sus estaturas son generalmente menores que las de otras etnias chaquenses de la familia pámpida. 

### Testimonios históricos
La primera mención sobre los mataco-mataguayos apareció en 1609 cuando una expedición militar desde Salta fue referida en una Carta Anua jesuita mencionando:

La primera nación que se vio se llama Matagua, es poca gente desnuda de buenos rostros, susténtanse de miel, algarroba y pescado de que hay gran abundancia en muchos ríos que tienen...

Los españoles tomaron contacto con los matacos durante la expedición del teniente de gobernador de San Salvador de Jujuy Martín de Ledesma Valderrama para fundar el Fuerte de Ledesma en 1626, que dio lugar a la fundación de Santiago de Guadalcázar en 1628. Desde esa población y año el misionero y mártir Gaspar Osorio los visitó y escribió sobre ellos una carta al padre provincial jesuita recogida por Pedro Lozano en su Descripción corográfica del gran Chaco Gualamba de 1733:

... hallé los primeros indios a seis jornadas del camino real de Potosí, eran como mil y quinientas almas, divididas en catorce Pueblecillos, llámanse Agoyaes: junto a estos están los Teutas, que son al tres doble más: junto a los Teutas están los Taynoaes, son más de veinte mil almas con una multitud de otros Indios llamados Mataguayes gente muy humilde, y peregrina que no tiene asiento cierto: todos estos junto con un Pueblo muy grande, llamado Nataguayco, hablan una misma lengua, si bien en algunos vocablos diferencian: tienen en estos (los más de ellos) mucho pescado, y mucha miel en sus tierras, muchas frutas silvestres y siembran zapallo, y maíz.

Lozano menciona los nombres de 183 pueblos taynuíes, tauníes o tainhuy, 46 pueblos teutas, 50 pueblos mataguayes y 8 pueblos agoyas.
El jesuita Nicolás del Techo refirió en Historia de la Provincia del Paraguay de la Compañía de Jesús 1611-1685:

En el año 1628 tuvo lugar un hecho memorable: la expedición al Chaco (...) Los pueblos más conocidos del Chaco son los tanuyes, que habitan ciento ochenta y ocho aldeas; los teutas, mataguas, agoyas, tobas, mocobíes, zapitilaguas, churumatas, tonocotíes, abipones y otros varios tan distintos en sus idiomas como en sus costumbres (...) El Padre Osorio conocía la lengua hablada por más de cincuenta mil indios; los que hablaban el idioma matagua serían unos treinta mil.

Los jesuitas hicieron un intento de reducirlos sin éxito en 1635 en la zona del río Bermejo. En una Carta Anua de ese año refieren que los mataguayes era gente dócil e infinito número y también en otra mención sobre los mataguaios: muy bestiales, sin pueblos sin [más casas] que de cortezas de árboles, andan desnudos, de cuatro en cuatro. De nuevo los jesuitas los mencionan en 1645, diciendo que los mataguayes eran unos 2000.
El jesuita Joaquín Camaño y Bazán escribió en Noticia del Gran Chaco en 1778:

La más próxima a los españoles y cuyos individuos salen del monte en tiempo de paz a trabajar asalariados en las haciendas de estos es la que llaman propiamente mataguayos; y de aquí que con este nombre se llame también toda la nación, comprendiendo las otras tribus que se distinguieron antiguamente con los nombres de indios Teutas, Agoyaes, Taimoaes o Tuinuyes y hoi con los nombres de Abuchetas, Matacos, Hueshuos, Pesatupes, Imacas. Todos los mataguayos comprendiendo todas las tribus se conjetura que serán de doce a catorce mil almas.

Los wichís no opusieron gran resistencia a los españoles y sus ofensivas ocurrieron en ocasión de alianzas con los tobas, como la destrucción de Santiago de Guadalcázar en 1632 y los ataques de 1641, 1710, 1781, 1799 y 1802. Durante la segunda mitad del siglo XVI los matacos, empujados por otras tribus del Chaco, se mostraron hostiles contra los españoles y en 1671 el teniente de gobernador de Jujuy Juan de Amusategui realizó una expedición punitiva contra ellos con bastante éxito. En 1756 los jesuitas fundaron la Misión de San Ignacio sobre el río Ledesma para tobas y matacos.

### Reducciones franciscanas
La Orden Franciscana tuvo las siguientes misiones entre los wichís:
- Nuestra Señora de las Angustias de Zenta, fundada el 13 de septiembre de 1779 a orillas del río Zenta en la provincia de Salta por los padres del Colegio de Tarija Manuel Concha y José Ocaña. En sus cercanías se fundó el Fuerte San Andrés. Hacia 1799 a misión tenía 427 habitantes de la parcialidad wichí de los vejoses. Esta misión decayó rápidamente después de la fundación de San Ramón de la Nueva Orán en 1794. Los franciscanos trasladaron a parte de sus habitantes a las efímeras misiones de Zaldua (1800) y río Seco (1802 a 1806) sobre el río Bermejo. Para 1810 la misión de Zenta tenía 221 vejoces.
- Esquina Grande, fundada en 1856 sobre la margen derecha del río Bermejo al sudeste de San Ramón de la Nueva Orán en la provincia de Salta. Tuvo un máximo de 60 familias wichi. En 1860 fue atacada y su sacerdote asesinado por indígenas, por lo que la misión fue abandonada.
- Inmaculada Concepción del Bermejo, fundada en 1859 a tres leguas del río Bermejo con un grupo de 800 wichís. Fue destruida por una creciente del Bermejo en 1875 y abandonada.
- San Francisco de las Conchas, fundada en 1862 por el padre Pedro Pellichi a 70 km al noroeste de Esquina Grande con unos 600 wichís. Fue desalojada en 1864 por hacendados que se apoderaron de sus tierras.
- Nueva Pompeya, fundada en 1900 con 20 000 hectáreas otorgadas por el gobierno del Territorio Nacional del Chaco. Pasó a las autoridades civiles en 1949.

En las misiones franciscanas de Bolivia entre los ava guaraníes fueron también reducidos grupos de weenhayek. En 1905 Bolivia secularizó las misiones y las tierras fueron adjudicadas a terratenientes.

### SiglosXIXyXX
La primera mención de los noctenes y güisnayes es de 1843, en el informe de la expedición boliviana de Manuel Rodríguez Magariños al Pilcomayo boliviano, quien los nombra ojtenes y güisnais, además de mencionar aparte a los matacos. 
Desde fines de la década de 1870 los wichís comenzaron a ser reducidos, siendo forzados a trabajar en la recolección de algodón, la zafra de la caña de azúcar o a desempeñarse en obrajes forestales como hacheros. Los malos tratos de los colonos motivaron el ataque y matanza de colonos de Colonia Rivadavia en 1863, que condujo a justificar una masacre de matacos.
En 1915 tuvo lugar la Matanza del Algodonal cerca de Crevaux en Bolivia, cuando un grupo de militares y criollos reunieron a un grupo de caciques weenhayek y los asesinaron.
Durante el siglo XX sus condiciones de vida han sido casi las de la indigencia, subsistiendo con el cultivo de pequeñas parcelas, la recolección, caza y pesca del degradado medio ambiente de la región, o la venta de artesanías de gran valor artístico y técnico (los varones realizan tallas en madera de guayacán, las mujeres producen tejidos de caraguatá -o chaguar- y pequeñas cerámicas). Como los integrantes de otras naciones indígenas argentinas, los wichís se han aculturado en gran medida y muchos de sus integrantes han migrado a zonas urbanas en donde suelen estar ubicados en las villas de emergencia. 
Los wichís güisnay que se hallaban al norte del río Pilcomayo en territorio actual del Paraguay buscaron refugio emigrando a Argentina a causa de la guerra del Chaco (1932-1935).

## Parcialidades
Las parcialidades, bandas y tribus mencionadas por los padres jesuitas Osorio, Techo y Lozano (agoyás, taynis, teutas y mataguayes) ya no eran identificables para Camaño y Bazán en 1778, que las llamó en conjunto mataguayos (abuchetas, matacos, hueshuos, pesatupes, imacas). El jesuita Lorenzo Hervás y Panduro en su Catálogo de las Lenguas de las Naciones Conocidas en 1800 agregó al grupo mataco a los palomos y los ojotas (u oxotas) mencionados por Lozano, pero tampoco identificables en su época. Daniel Brinton en 1891 incluyó en el conjunto histórico mataguayo a los agoyas, atalalas, enimagas (o imacos), matacos, mataguayos, ocoles, palomos, taunies, teutas, vejosos, xolotes y yoes.
El padre Doroteo Giannecchini en 1897 refiere que en el sector noroeste del área wichí (cerrado al oeste por las estribaciones andinas de la cordillera de Pirapó, al noreste por el río Pilcomayo y al sur por el río Piquirenda y los bañados del río Itiyuro) vivían los matacos nocten u octenai. Los matacos del río Bermejo concentrados en San Ramón de la Nueva Orán y en Embarcación eran conocidos como vejoces y se supone que son descendientes de los antiguos mataguayes, luego llamados huesucos o hueshuos. Los matacos de la ribera sur del río Pilcomayo desde el paralelo 22° hasta Puerto Irigoyen eran llamados güisnai o guisnay, mientras que las bandas ubicadas en el sector sudeste hacia El Impenetrable eran conocidas como montaraces.

## Religión
El sistema de creencias de los wichís han sido incluidos  por los antropólogos en el animismo y el chamanismo, rendían culto a los seres de la naturaleza y poseían la noción de un ser superior (Tokuah o Tokuaj) que regía al mundo.
En 1915 llegaron misioneros ingleses que convirtieron a muchos al anglicanismo: estos pastores se retiraron en 1982 durante la guerra de las Malvinas, lo que permitió a los wichís recuperar varios de sus rasgos culturales previos y organizarse como comunidad, de modo que en 1986 oficialmente se admitió el bilingüismo en las escuelas de la región que habitan. 
Muchos de los wichís han sido convertidos al protestantismo de los grupos llamados evangelistas, pentecostales y bautistas. Desde 1943 la Misión Sueca Libre actúa entre los weenhayek de Bolivia.

## Técnicas artesanales
El chaguar es una actividad netamente femenina. Las mujeres, en pequeños grupos, salen al monte a cosechar, ellas desfibran la hoja,  hilan, tiñen y tejen. Las wichís conocen bien los lugares donde encontrarán chaguar. De cada chaguaral solo eligen aquellas plantas que tienen el tamaño y la calidad requerida. Eligen las hojas, sacan las espinas, y las pelan, separando las fibras de la parte externa. Luego la fibra es limpiada machacándola, raspándola y remojándola en agua una y otra vez. Cuando está limpia se la seca al sol por uno o dos días. El hilado se hace uniendo varias hebras, torciéndolas con un movimiento veloz de las manos sobre el muslo. Una vez hilada la fibra, y teniendo muchos metros de hilo, se forman ovillos. Se tiñe el hilo, usando varios tintes (negro, marrón, gris, rojo son los más usuales) preparados sobre la base de plantas del monte. Y finalmente, se hace el tejido.
Las wichís tejen sus yicas en forma de malla apretada trabajándolas con una gruesa aguja de madera, dos palos plantados en el suelo y un hilo tirante entre ellos; sobre este hace una primera hilada de lazada con la cantidad de mallas necesarias para el tamaño de la yica a confeccionarse. Después hace una segunda vuelta entrecruzando los hilos de tal modo que sin apretar el nudo queda la malla abierta.
Los típicos dibujos que tejen combinando diferentes colores reciben nombres tales como “codos”, “lomo de avestruz”, “caparazón de tortuga”, “cuero de lampalagua”, “frutos de doca”, “dedo de carancho”, “pata de corzuela”, “pata de loro”, “cuero de yarará”, “pata de zorro”, “pecho del pájaro carpintero”.

### Las semillas
Las mujeres wichís fabrican a base de semillas y palitos numerosos trabajos como collares, pulseras, aros, cortinas, yicas, cinturones, ropa y adornos. Entretejiendo semillas con fibras de chaguar y adornando con bolitas de barro y conchas. Obtienen diseños muy originales verdaderamente poco vistos.
Las especies de árboles y arbustos de la zona provén las semillas necesarias para hacer numerosos diseños, intercalando tipos y posiciones de semillas y palitos. Las semillas se entraman utilizando hilo de chaguar para enhebrarlas el que confiere gran resistencia al tejido que se forma. Los árboles y plantas de las que se extrae semillas para artesanías:
- Mimosa (Leucaena leucocephala): semilla marrón oscura alargada y plana, es la más utilizada por las Wichí
- Jaboncillo o palo del jabón (Sapindus saponaria): semilla redonda, grande, de color negro opaco; es también muy utilizada.
- La tipa (Tipuana tipu): semilla alargada de color rojizo.
- El tártago (Ricinus communis): semilla grande moteada de varios colores.
- Palo bolilla o palo borracho (Chorisia insignis): se utiliza la espina del tronco.
- La achira o achera (Canna edulis): semilla negra redonda más chica que la del jaboncillo.
- El guayacán (Caesalpinia paraguariensis): semilla dura color marrón claro, alargada, más gorda que la de la mimosa.
- El algarrobo (Prosopis spp.).

pesca y la agricultura básica. Desde el principio del siglo XX, partes significativas de su tierra ancestral han sido ocupadas por foráneos, y lo que antes era monte o sabana se degradó enormemente debido a la deforestación, la introducción de ganado y más recientemente a la introducción del cultivo de soja. En 1998 un estudio realizado a base de investigaciones de fotos por satélite realizado por la Universidad Clark de Worcester, Massachusetts, mostró que entre 1984 y 1996 un 20% del medio ambiente natural había desaparecido. 
Los wichís se vieron afectados por la recesión de 1999 a 2002, pero su autosuficiencia económica relativa, su aislamiento geográfico y la falta de reconocimiento por parte de las autoridades disminuyó mucho la crisis, que fue restringida a la inflación de precios de ciertos productos que no pueden producir (como azúcar y carne roja, reemplazables por miel salvaje y pescado) y a problemas de suministro de medicinas y asistencia sanitaria. 
Durante muchos años los wichís han luchado por obtener títulos legales para la tierra que habitan y que constantemente se ve invadida y expoliada por ganaderos no indígenas y agricultores. 
Sus reclamaciones territoriales principales están en dos grandes zonas de territorio público al este de Salta, conocidas como Lote 55 (unos 2800 km²) y Lote 14.  Según la ley, los derechos de los wichís a esta tierra han sido reconocidos, pero el gobierno provincial de Salta no ha tomado ninguna medida práctica para aplicarla. 
A principios de 2004 el gobierno de Salta decidió retirar el estatus protegido de la reserva natural de General Pizarro, una zona de 250 km² en el departamento de Anta donde vivían cien wichís, y vender parte de la tierra a dos empresas privadas, Everest SA y Initium Aferro SA, para deforestarla y plantar soja. Después de meses de quejas, de lucha legal y una campaña patrocinada por Greenpeace, el 29 de septiembre de 2005 (después de una presentación en un programa popular de televisión) un grupo de artistas, actores, músicos, modelos, grupos ecologistas argentinos y representadores wichís lograron una reunión con Alberto Fernández -jefe de gabinete de ministros-, Héctor Espina -director de la Administración de Parques Nacionales- y Néstor Kirchner -presidente de Argentina. El gobierno nacional prometió discutir el asunto con el gobernador de Salta, Juan Carlos Romero.
El 14 de octubre de 2005, la Administración de Parques Nacionales y el gobierno de Salta firmaron un acuerdo para crear una nueva zona protegida nacional en General Pizarro. Comprimida la reserva a unos 12993 km², los wichís tendrán el derecho de utilizar sólo 22 km² y serán dueños de 8 km².[cita requerida]
La organización en defensa de los derechos indígenas Survival International desarrolla desde hace años una campaña para conseguir apoyos internacionales para las reivindicaciones de las asociaciones wichís.
En Argentina en 2016 la comunidad de Salta denunciaron que dueños de campos de soja se apropian de fincas, miles de hectáreas, utilizando hombres armados para desalojar familias enteras. La muerte de los niños por falta de atención médica. Comunidades wichí de Salta denuncian la violación de derechos al territorio, salud y educación. Sucede en Rivadavia Banda Sur, donde padecen desalojos violentos, ataques de bandas armadas y un empresario que se adueñó de quince fincas con complicidad política y judicial. Un diario argentino alertó sobre el accionar de grupos armados que amenazan a los pobladores. Asimismo denunció que la fiscal Mónica Viazzi y el diputado nacional y empresario Alfredo Olmedo, que recibió 360 000 hectáreas del gobernador Juan Carlos Romero en la década de 1990 (para agro, previo desmontes) y también avanzan de forma intimidatoria contra campesinos e indígenas wichi.

## Comunidades
Desde 1995 el Instituto Nacional de Asuntos Indígenas (INAI) comenzó a reconocer personería jurídica mediante inscripción en el Registro Nacional de Comunidades Indígenas (Renaci) a comunidades indígenas de Argentina, entre ellas a comunidades wichís:
Provincia de Salta
- Departamento General José de San Martín:
  - Comunidad Indígena Hoktek T’ Oi Lapacho Mocho-Misión km 18 (en Tartagal, el 21 de mayo de 1996)
  - Comunidad Wi’ Ye T’ Osey-Lapacho II (el 9 de junio de 1998)
  - Comunidad Cacique Cambai (el 1 de septiembre de 2000)
  - Comunidad Fwiñol-Carboncito (en el municipio de Embarcación, el 28 de septiembre de 2000)
  - Comunidad La Curva del Talar (el 1 de septiembre de 2000)
  - Comunidad La Loma-Aguaray (en el municipio de Aguaray, el 31 de agosto de 2000)
  - Comunidad Monte Sinaí (el 28 de septiembre de 2011)
  - Comunidad Pablo Secretario (el 1 de septiembre de 2000)
  - Comunidad La Esperanza-Lhanylhayaj (el 12 de enero de 2006)
  - Comunidad Wichi Árbol Solo-Hikman (en el municipio de Embarcación, el 24 de febrero de 2009)

Provincia del Chaco
- Departamento General Güemes:
  - Comunidad Aborigen Totnaj Pek (el 14 de diciembre de 2000)

La provincia de Salta reconoció la personería jurídica en el orden provincial a comunidades wichís adicionales.
- En el departamento General José de San Martín: 
  - Municipio de Embarcación: Misión Chaqueña El Algarrobal-Misión Chaqueña (el 19 de enero de 1987), Comunidad Wichí Lote 75 (el 5 de octubre de 1988), Comunidad Misión La Golondrina y La Paloma (el 13 de octubre de 1998), Comunidad Nechehen-Nueva Generación (el 30 de octubre de 2000), Comunidad Aborigen Misión Salim Etnia Wichí (el 11 de abril de 2001), Misión Wichí La Loma de Embarcación (el 5 de junio de 2001), Comunidad Aborigen Happe Siwokjuas El Carpintero-Dragones (el 5 de junio de 2001), Comunidad Aborigen Wichí de Chirola-Dragones (el 30 de octubre de 2001), Comunidad Aborigen La Media Luna-Dragones (el 10 de julio de 2002), Comunidad Aborigen Wichí El Cristo Arriba (el 19 de 9/02, Comunidad Aborigen El Tráfico (el 19 de septiembre de 2002), Comunidad Indígena-Barrio El Tanque (el 2 de octubre de 2002), Comunidad Indígena Wichí Honat Le 'Les (Hijos de la Tierra) (el 17 de mayo de 2005), Comunidad Aborigen Algarrobito-Dragones (el 17 de mayo de 2005), Comunidad Aborigen Misión San Ignacio Ruta 81 Hickmann (el 15 de junio de 2005), Comunidad Aborigen Wichí Paraje La Fortuna-Dragones (el 15 de octubre de 2006), Comunidad Indígena Guaraní-San Juan (el 21 de febrero de 2007), Comunidad Lapacho Blanco-Wichí (el 21 de noviembre de 2007), Comunidad Wichí San Ignacio de Loyola-Hickman (el 8 de julio de 2009), Comunidad Aborigen Misión La Corzuela (el 16 de diciembre de 2009), Misión Salim Wichí Lewetwa-Ruta 53-km 27 (el 16 de diciembre de 2009), Comunidad Hoktek-Lapachos (el 13 de octubre de 2010), Comunidad Misión Wichí Las Llanas (el 5 de mayo de 2011), Comunidad Aborigen Las Llanas II-Pueblo Wichí (el 5 de mayo de 2011), Comunidad Aborigen Barrio Eva Perón Etnia Wichí (el 16 de enero de 2003), Asociación Aborigen Misión Franciscana (el 30 de enero de 2001).
  - Municipio de General Ballivián: Comunidad Aborigen El Quebrachal (el 14 de marzo de 2003), Comunidad Aborigen Guayacan (el 4 de abril de 2005), Comunidad Indígena Tres Lapachos-Ballivián (el 27 de mayo de 2008), Comunidad Indígena Pastor Senillosa (el 16 de diciembre de 2009), Misión Aborigen EL Quebrachal (el 27 de julio de 1994), Comunidad Indígena Pozo Fuerte-Corralito (el 11 de febrero de 2011), Comunidad Wichí San José-Chustaj Lhokwe (el 11 de febrero de 2011).
  - Municipio de General Mosconi: Comunidad Wichí Misión Tolaba (el 19 de octubre de 2000), Misión Villa Sagrada de Coronel Cornejo (el 31 de agosto de 2001), Comunidad Aborigen La Esperanza-Coronel Cornejo (el 10 de junio de 2002), Comunidad Aborigen Territorio Pinjuet Wichí (el 10 de julio de 2002), Comunidad Aborigen Misión Federico Pérez (el 4 de septiembre de 2002), Comunidad Leved Lugar Wichí (el 24 de marzo de 2003), Territorio Indígena General Mosconi Tres Paraísos (el 4 de junio de 2003), Comunidad Aborigen Nueva Esperanza-Mosconi (el 15 de julio de 2003), Comunidad Aborigen San Vicente (el 1 de agosto de 2003), Misión Cevilar (el 1 de agosto de 2003), Comunidad Aborigen Misión El Tuscal-Mosconi (el 13 de julio de 2004), Comunidad Tasil Etnia Wichí-Mosconi (el 3 de agosto de 2004), Comunidad Aborigen Ha Yuk-Wuj (Los Mistoles) (el 17 de mayo de 2005), Comunidad Aborigen Misión Urundel-Mosconi (el 10 de noviembre de 2006), Comunidad Aborigen La Quebradita (el 27 de diciembre de 2012) Comunidad El Lapacho Pueblo Wichí (el 8 de octubre de 2013).
  - Municipio de Salvador Mazza: Comunidad Kuna Ikavi-Mujer Hermosa (el 5 de junio de 2013).
  - Municipio de Tartagal: Comunidad Sachapera Etnia Wichí (el 29 de diciembre de 1992), Misión Aborigen Pacara Wichí Thaca Honat (el 31 de diciembre de 1996), Comunidad Aborigen Misión km 6 (el 9 de diciembre de 1997), Asamblea del Pueblo Wichí-Tonono (el 28 de diciembre de 2000), Misión EL Algarrobo-Comunidad Grupo Étnico Wichí (el 11 de abril de 2001), Comunidad Indígena Wichí del km 6 Los Horneros Tatsi (el 25 de marzo de 2002), Comunidad Aborigen El Siwog km 4 (el 10 de julio de 2002), Comunidad Aborigen La Mora (el 10 de julio de 2002), Comunidad Aborigen El Paraíso-Tonono (el 10 de julio de 2002), Comunidad Aborigen Sachapera 2 (el 7 de agosto de 2002), Comunidad Aborigen Arenales (Wichí Holotas) (el 7 de julio de 2002), Comunidad Aborigen Monte Veo-Cemboyo-El Cuervo Quemado (el 7 de agosto de 2002), Comunidad Aborigen El Cebilar (el 4 de septiembre de 2002), Misión Wichí Sopfwa Yuk-Caspi Zapallo (el 19 de diciembre de 2002), Misión Wichí Hala Pelaj-San Benito (el 5 de febrero de 2003), Comunidad Misión Wichí Chowa Yuk (el 25 de noviembre de 2003), Comunidad Misión Wichí Tetsuk Takwas-Mora 2 (el 25 de noviembre de 2003), Comunidad Wichí km 5 L Fwolit (el 1 de diciembre de 2003), Comunidad Aborigen Nueva Esperanza-Tartagal (el 14 de enero de 2005), Comunidad Indígena 12 de Octubre (el 17 de mayo de 2005), Comunidad El Traslado-Etnia Wichí (el 25 de agosto de 2006), Comunidad Aborigen El Lucero-Etnia Wichí (el 25 de agosto de 2006), Comunidad Aborigen El Lapachal-Wichí (el 26 de octubre de 2006), Comunidad Aborigen Imak Thanekila-El Porvenir (el 22 de marzo de 2007), Comunidad Lapacho III Ñacahuasu-Tierra de Nosotros (el 8 de julio de 2009), Comunidad Wichí El Mistol Aha Yuck (el 16 de diciembre de 2009), Comunidad Wichí Lote "B" Inatek Tuscal-km 6 Ruta 86 (el 4 de agosto de 2010), Comunidad Francisca Sarmiento Lafwetisil-Raíces (el 20 de enero de 2012), Comunidad Indígena Misión Cacique Loira (el 20 de enero de 2012), Comunidad Nhonih Hayaj-La Esperanza-km 16 R. Nac. 86 (el 19 de marzo de 1998).
- En el departamento de Rivadavia:
  - Municipio de Rivadavia Banda Norte: Comunidad Wichí Lewetes-Capitán Pages (el 18 de diciembre de 1990), Comunidad Wichí Lewetes Kalehi-Los Baldes (el 2 de enero de 1991), Wichí Lewetes Misión San Patricio (en 1991), Comunidad Aborigen Wichí Lewetes-Los Blancos (el 7 de noviembre de 1988), Comunidad Wichí Lahco Pluma de Pato (el 16 de marzo de 1998), Comunidad Wichí Le Wet La Represa (el 2 de noviembre de 1999), Comunidad Aborigen Wichí Lewétes La Cortada (el 28 de diciembre de 2000), Comunidad Le'Wetes Letsenkwat Pozo El Chañar (el 28 de diciembre de 2000), Comunidad Wichí Lewetes Wayayuk-Capitán Pages (el 22 de julio de 2002), Asociación Siwoc Fiscal 21 (el 1 de diciembre de 2003), Comunidad Aborigen Wichí-Cacique Katan (el 8 de julio de 2009), Comunidad Misión La Nueva Esperanza-Rivadavia Banda Norte (el 8 de julio de 2009).
  - Municipio de Rivadavia Banda Sud: Comunidad Aborigen Santa Rosa 51-Santa Rosa (el 27 de septiembre de 1994), Comunidad Aborigen Rivadavia Wichí (el 20 de marzo de 1995), Comunidad Tewuk Thlip-Wichí Lewetes Misión San Felipe (el 14 de junio de 1995), Comunidad Aborigen La Unión (el 28 de diciembre de 2000), Comunidad Aborigen Wichí El Cocal (el 6 de noviembre de 2001), Comunidad Aborigen de Misión La Purísima (el 4 de junio de 2003), Comunidad Aborigen Wichí de Santa Rosa (el 11 de noviembre de 2003), Comunidad Wichí El Chañaral-Bañadero Not Wet (el 17 de mayo de 2005), Comunidad Aborigen El Sol Naciente (el 21 de marzo de 2006), Comunidad Aborigen Misión Municipal (el 21 de marzo de 2006), Wichí Wetes Tsemttlokat-Rivadavia Banda Sud (el 8 de junio de 2007), Comunidad Aborigen La Esperanza-Rivadavia Banda Sud (el 15 de agosto de 2007), Comunidad Barrio El Matadero-La Unión (el 23 de agosto de 2007), Comunidad Wichí El Brealito (el 5 de marzo de 2003).
  - Municipio de Santa Victoria Este: Comunidad La Esperanza Etnia Wichi (el 2 de mayo de 2001), Comunidad Misión La Paz Wichí (el 8 de agosto de 2001), Comunidad Aborigen Santa Victoria 2 (el 12 de marzo de 2002), Comunidad Aborigen Pozo El Toro (el 20 de marzo de 2002), Comunidad Aborigen Wichí Pozo La China (el 20 de marzo de 2002), Comunidad Aborigen Monte Verde (el 7 de agosto de 2002), Comunidad Aborigen El Cañaveral I (el 7 de agosto de 2002), Comunidad Aborigen Ebeneser (el 4 de septiembre de 2002), Comunidad Aborigen Wichí Lantawos-Alto La Sierra (el 4 de septiembre de 2002), Comunidad Aborigen Misión Algarrobal-La Puntana (el 4 de septiembre de 2002), Comunidad Aborigen Misión San Luis (el 2 de octubre de 2002), Comunidad Aborigen Wichí Al Pu (el 19 de noviembre de 2002), Comunidad Aborigen Inhate-Alto La Sierra (el 19 de diciembre de 2002), Comunidad Misión Rancho El Ñato (el 12 de febrero de 2007), Comunidad Aborigen Sop A Kweni-Represa de las Víboras (el 29 de abril de 2008), Comunidad Aborigen Molathati 3 (el 13 de julio de 2000), Comunidad Aborigen Bella Vista (el 13 de julio de 2000), Comunidad Aborigen La Puntana I (el 24 de marzo de 2003), Comunidad Aborigen Misión km² (el 10 de abril de 2013).
- En el departamento de Orán: 
  - Municipio de Pichanal: Comunidad Aborigen Etnia Wichí Pichanal (el 20 de abril de 2001).
- En el departamento de Anta: 
  - Municipio de General Pizarro: Comunidad Aborigen Wichí Eben-Ezer-General Pizarro (el 25 de julio de 2001), Comunidad Wichí Enacore-Manantial del que Clama-Luis Burela (el 6 de noviembre de 2001).
  - Municipio de Apolinario Saravia: Comunidad Aborigen Misión Wichí Emanuel-Dios con Nosotros (el 7 de agosto de 2002), Comunidad Aborigen Wichí Ihi Lewet-Apolinario Saravia (el 3 de agosto de 2004), Misión Wichí Los Palos Santos (el 28 de enero de 2014).
  - Municipio de El Quebrachal: Comunidad Aborigen Wichí El Quebrachal (el 9 de abril de 2001), Misión Aborigen Wichí Isidro Moreno (el 9 de abril de 2001).
- En el departamento de Metán:
  - Municipio de San José de Metán: Comunidad Aborigen Wichí de Metán (el 5 de enero de 2001).
  - Municipio de El Galpón: Comunidad Aborigen Samuel Canaleja (el 24 de mayo de 2002).